# Romanoa
Romanoa, monotipski biljni rod iz porodice mlječikovki. jedina vrsta je Romanoa tamnoides iz Bolivije, Brazila i Paragvaja. Postoje dvije podvrste.

## Podvrste
1. Romanoa tamnoides var. sinuata (Ule) Radcl.-Sm.
2. Romanoa tamnoides var. tamnoides